# Cesare Laurenti
Cesare Laurenti (ur. 15 lipca 1865, zm. 29 marca 1921) – włoski inżynier, absolwent Regia Scuola Superiore Navale w Genui, twórca projektów okrętów podwodnych dla marynarek wojennych Włoch i Stanów Zjednoczonych (we współpracy z założoną przez Simona Lake'a stocznią i biurem projektowym Lake Torpedo Boat Company w Bridgeport w stanie Connecticut).